# Кавун, Александр Васильевич
Алекса́ндр Васи́льевич Каву́н (укр. Олександр Васильович Кавун; 21 октября 1988, Днепропетровск — 13 мая 2023, Новосёловское) — украинский военнослужащий, младший сержант, участник российско-украинской войны. Герой Украины (24 февраля 2024, посмертно).

## Биография
Родился 21 октября 1988 года в Днепропетровске. Окончил среднюю школу № 147, высшее образование получил в Национальной металлургической академии Украины. Занимался футболом в местной футбольной школе ДЮСШ-12, был кандидатом в мастера спорта. В 2010 году был призван на срочную службу в Вооружённых Силах Украины.
С начала российского вторжения в Украину вступил в ряды Сил территориальной обороны Украины. Служил командиром 2-го разведывательного отделения разведывательного взвода воинской части А7408 128 отдельной бригады Сил территориальной обороны. Участвовал в освобождении Харьковской области, награждён почетным знаком Главнокомандующего ВСУ «Золотой Крест».
Погиб 13 мая 2023 года в районе села Новосёловское Сватовского района Луганской области, при выполнении боевого задания.
Остались жена, дочь и сын.

## Награды
- Звание «Герой Украины» с удостоением ордена «Золотая Звезда» (24 февраля 2024, посмертно) — за личное мужество и героизм, проявленные в защите государственного суверенитета и территориальной целостности Украины, верность военной присяге[3].